# ASUAG

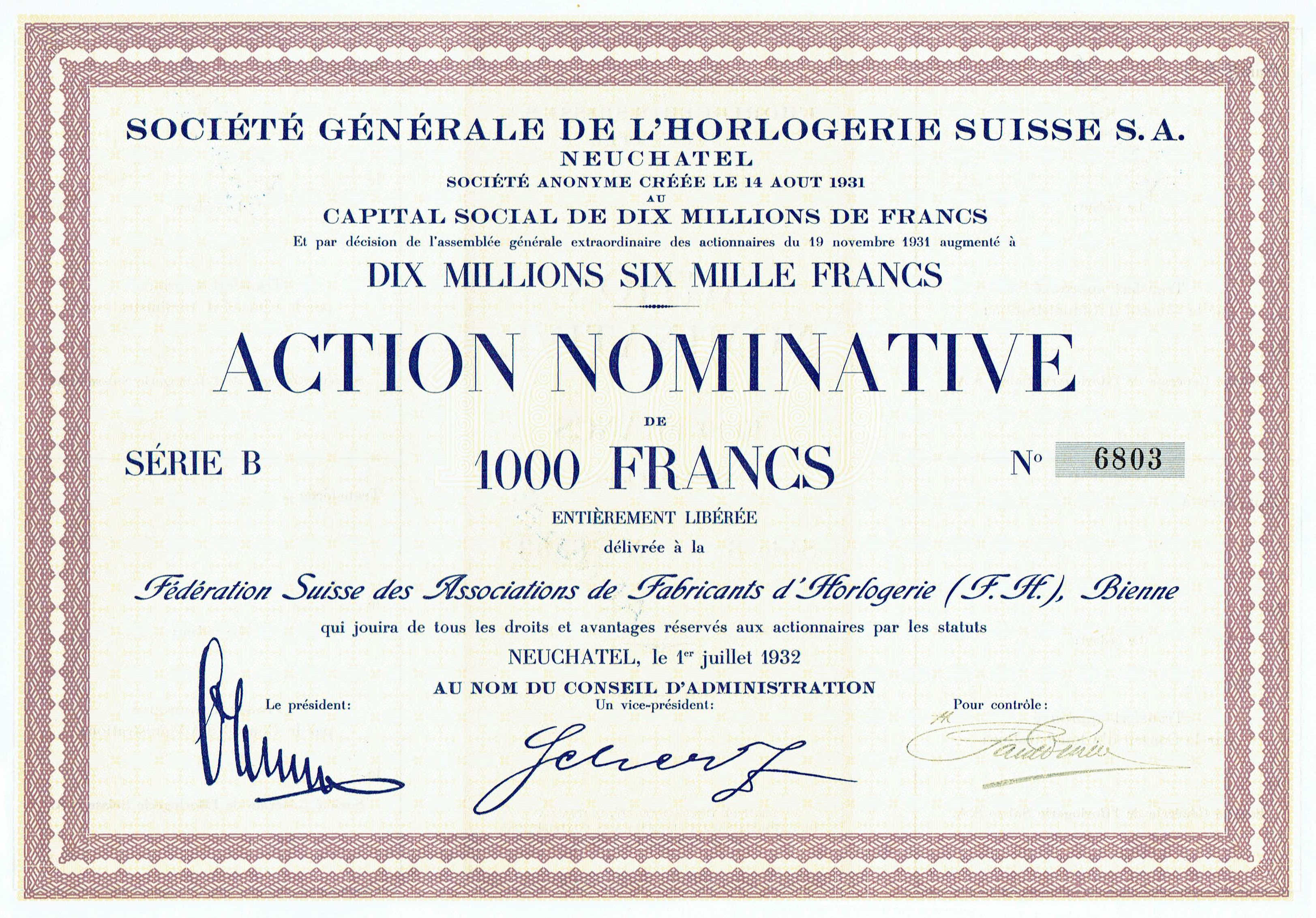
Acción de la Société Générale de l'Horlogerie Suisse SA (1 de julio de 1932)

La Allgemeine Schweizerische Uhrenindustrie AG o ASUAG (en español: Industria Relojera General Suiza SA) fue el mayor grupo de la industria relojera suiza, creado con la ayuda del gobierno y los bancos de Suiza, como respuesta a la crisis provocada por la Gran Depresión en 1931.
En 1983, los bancos suizos obligaron a ASUAG y a SSIH a fusionarse para formar la Société de Microélectronique et d'Horlogerie (SMH), que posteriormente pasó a ser el Grupo Swatch.
La ASUAG agrupaba directamente a una buena parte de los fabricantes de piezas de movimientos y de relojes, y de forma indirecta a otra serie de empresas a través de su compañía subsidiaria, la General Watch Co (GWC). La mayoría de estas empresas siguen activas, integradas en el nuevo conglomerado.
Durante los años de reestructuración del sector provocados por la crisis del cuarzo (de 1978 a 1991), Ernst Thomke estuvo al frente de las operaciones, primero como director general de ETA, luego de Ébauches SA (incluido un mandato como administrador de ASUAG), convirtiéndose en el primer director general de SMH en 1983, cargo que ocupó hasta 1991. En ese momento, el recién elegido presidente y principal accionista Nicolas Hayek ya había pasado a ser la persona de referencia del conglomerado de empresas que daría origen al Grupo Swatch.